# Ängholm, Nagu
Ängholm är en ö i Finland.   Den ligger i landskapet Egentliga Finland, i den sydvästra delen av landet, 170 km väster om huvudstaden Helsingfors.
Till Ängholm går det vägfärja från Varvudden i Grännäs på Storlandet och vägen fortsätter från Ängholm söderut till Högsar och Storkvivas.